# Estadio Francisco I. Madero
El Estadio Francisco I. Madero es un estadio de béisbol que forma parte de la Ciudad Deportiva Francisco I. Madero en Saltillo, Coahuila, México; se construyó en 1963 y se localiza en el Blvd. Jesús Valdez Sánchez esquina con Blvd. Nazario Ortiz Garza, al oriente de la ciudad.

## Equipos
El Estadio Francisco I. Madero es desde 1970 la casa de los Saraperos de Saltillo en la Liga Mexicana de Béisbol.

## Eventos destacables
El Estadio Francisco I. Madero ha sido sede de algunos eventos destacables:
- 1970: Se juega el primer partido como local de los Saraperos de Saltillo en la Liga Mexicana de Béisbol.
- 1986: Sede del Juego de Estrellas de la Liga Mexicana de Béisbol.
- 1999: Toma de protesta del gobernador Enrique Martínez y Martínez. (1999-2005).
- 2002: Sede del partido internacional de béisbol entre México y Cuba.
- 2002: Sede de la Serie de las Américas.
- 2002: 70.º Juego de Estrellas de la LMB 2002.
- 2008-2009: Eliminatoria nacional del torneo Williamsport de Ligas Pequeñas.
- 2011: 79.º Juego de Estrellas de la LMB 2011.
- 2016: Subsede de la Copa del Mundo de Béisbol Sub-23 de 2016.
- 2016: Sede del XXII Encuentro Nacional de Escoltas y Bandas de Guerra.

## Modificaciones al Estadio
Este estadio como cualquier otro ha tenido que adaptarse a sus necesidades, por lo cual a fines de 1998 cuando los Saraperos de Saltillo fueron adquiridos por el empresario sinaloense Juan Manuel Ley, sufrió una radical modificación que consistió en 3 fases que concluyeron en el año 2001.
La primera modificación fue la más importante y se concluyó en febrero de 1999, la cual consistió en la ampliación de la capacidad del estadio de 7,500 a 16,000 espectadores, agregando dos secciones de butacas laterales, una sección de palcos a nivel terreno y 2 graderíos metálicos laterales.
Además de lo anterior, se procedió a instalar la tercera pantalla gigante de TV para una plaza de Liga Mexicana en ese entonces. También se puso en marcha una pantalla informativa en la barda del jardín izquierdo, que despliega información sobre el lanzador y el bateador en turno.

## Remodelación 2011
El 19 de agosto de 2010 el gobernador del estado de Coahuila, el profesor Humberto Moreira Valdés en compañía de Álvaro Ley López, presidente de los Saraperos de Saltillo junto a su mánager Orlando Sánchez y parte de los jugadores, dio el anuncio de una nueva remodelación al estadio el cual contará en techar todas las localidades existentes con lonas pretensadas, reemplazar los graderíos metálicos por unos de concreto, ampliar su actual capacidad de 16,000 a 17,500 espectadores y colocar una nueva pantalla gigante de 14 m de ancho por 22 m de largo.
Los trabajos consistieron en remover todo el terreno de juego para instalar un sistema de drenaje efectivo, y después de esto se instaló un sistema de riego.

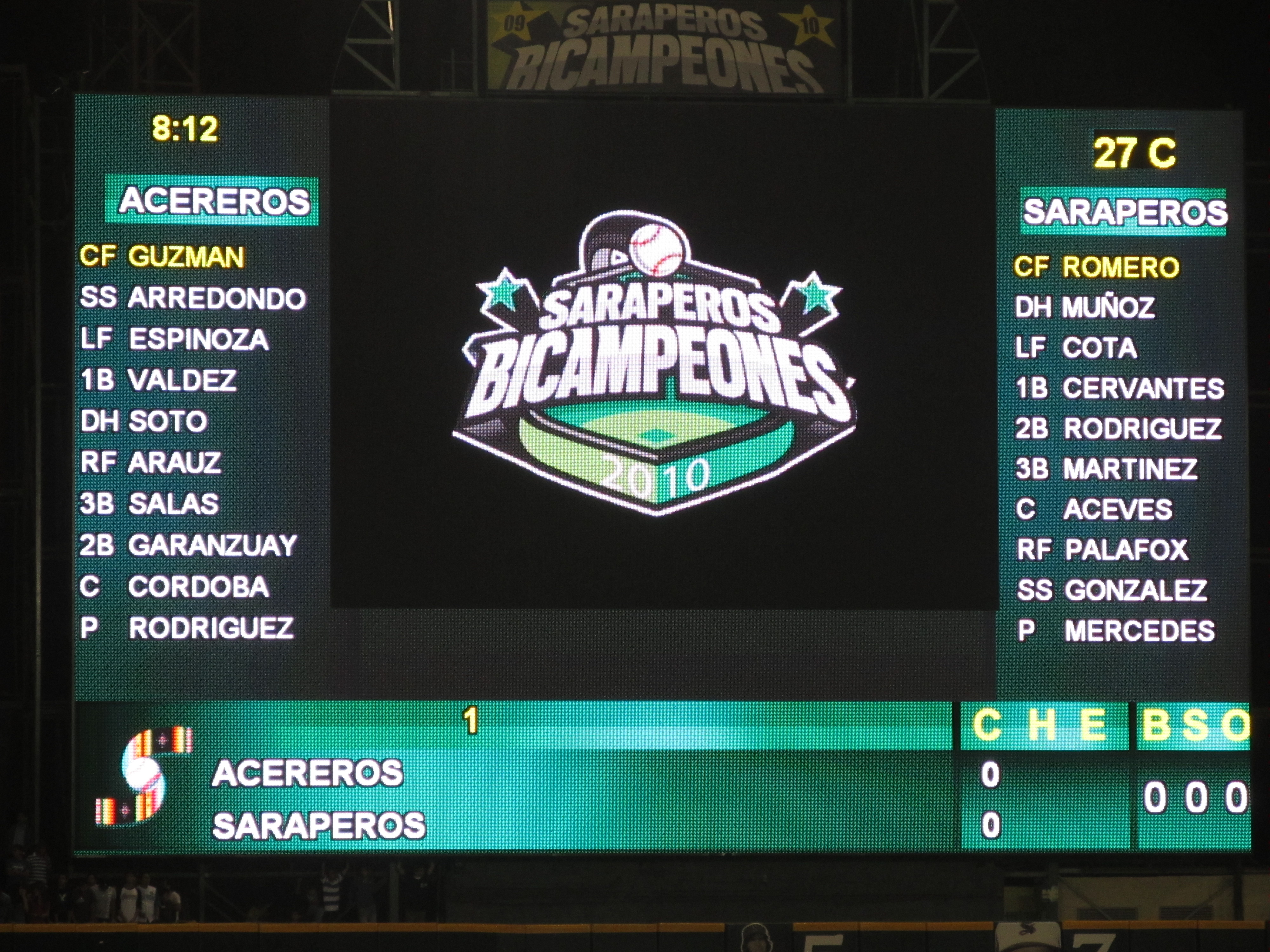
Nueva Pantalla

La pantalla cuenta con tecnología Led, fue fabricada por la empresa estadounidense Daktronics, se instaló en un lapso de 5 días, en esta pantalla se despliega información de los bateadores, así como los line-ups de los equipos, y también la pizarra.
El estadio, cuenta también con el primer equipo de sonido Scoresound 1500 instalado fuera de los Estados Unidos, tiene capacidad para estadios de hasta 25,000 personas.
El techo de lona pretensada fue instalado por la empresa Mexicana Lonas Lorenzo, esta membrana es resistente a cualquier tipo de clima, tiene un color blanco, en su estructura y la propia membrana.
Este techo se encuentra en las secciones Numeradas A y C, y en ambos laterales, en la sección Numerada B, se encuentra aún el techo original de hormigón.

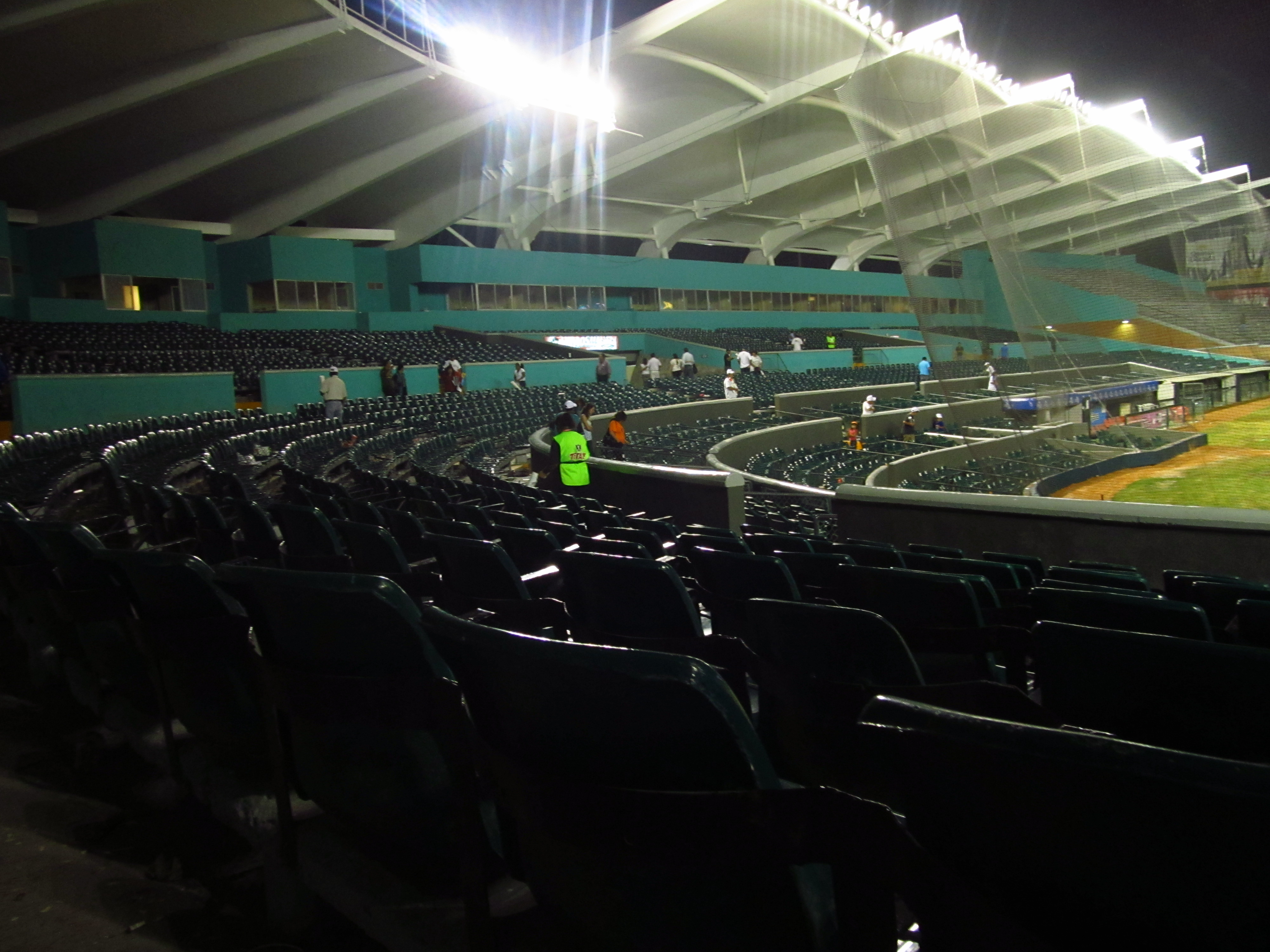
>Nuevo Techo instalado en el estadio

La sección lateral izquierda fue cambiada por completo, anteriormente y desde 1999 eran graderios metálicos. Los nuevos laterales se construyeron de concreto, en su interior cuentan con baños, oficinas y bodegas.
Hubo cambios en la iluminación, se quitaron las 4 torres en la parte trasera del home, y las lámparas se instalaron en la parte frontal del techo de lona pretensada.
Cabe destacar que la fecha de inauguración estaba programada para el 18 de marzo de 2011, pero en una visita realizada por la Liga Mexicana de Béisbol, se dictaminó que no era posible que se llevase acabó el juego inaugural, ya que el terreno no estaba en las condiciones requeridas, y se dio un plazo al club de 10 días para arreglar las condiciones del terreno.
El 28 de marzo de 2011 se llevó a cabo dicho evento y juego inaugural, sin ningún problema. Y desde esa fecha Saltillo cuenta con uno de los mejores estadios a nivel nacional, en cuanto a tecnología y comodidades se refiere.